# 現代峨山集團
現代峨山集團（英語：Hyundai Asan）是韓國現代集團的附屬企業，同時也是朝鮮半島的主要投資者。該公司負責監管多個項目，包括金剛山國際觀光特區的度假村，以及公路和鐵路建設業務。此外，該公司還參與了開城工業地區項目。

## 分拆
在亞洲金融危機後，曾經是韓國最大財閥的家族控制現代集團進行了分裂，形成了三個獨立的子集團。在這場分裂中，鄭夢勳及其兄長鄭夢九捲入了權力鬥爭。值得一提的是，鄭夢九是現代集團旗下另一個部門，即汽車製造巨頭現代汽車公司的負責人。

## 最近的進展
朝鮮正在開發開城工業園區，計劃到2007年將有250家韓國公司參與，並僱用10萬名朝鮮人。其中3家公司於2005年3月開始運營，目前正處於園區試點階段。

## 外部連接
- Hyundai Asan Homepage 的存檔，存档日期2021-05-10.